# Lachemilla loki-schmidtiae
Lachemilla loki-schmidtiae là loài thực vật có hoa trong họ Hoa hồng. Loài này được Gaviria mô tả khoa học đầu tiên năm 1996.